# 莊亨陽
莊亨陽（1686年—1746年），乳名天鐘，字元仲，號復齋，福建漳州府南靖縣人，清朝政治人物。

## 生平
康熙五十七年（1718年）戊戌科二甲第八名進士，授山東濰縣知縣，乾隆元年（1736年）以禮部尚書楊名時薦，任國子監助教，改吏部驗封司主事，乾隆六年（1741年）出為湖北德安府同知，同年任湖北鄉試同考官，乾隆七年（1742年）升江蘇徐州府知府，乾隆九年（1744年）升江蘇按察司副使、分巡淮揚海道，黃河、淮河屢發洪災，莊亨陽率領官員勘察山川湖澤之地形，走遍洪澇村落，傾聽父老的意見，在治河頗有成效，乾隆十一年（1746年）正月十六日，因積勞成疾，卒於任所，“卒之朝，尚強起視事”，享年六十一歲。著有《莊氏算學》八卷。

## 延伸阅读
[在维基数据编辑]
 《清史稿·卷480》，出自趙爾巽《清史稿》